# Moose Jaw
Moose Jaw je čtvrté největší město po Saskatoonu, Regině a Prince Albertu v provincii Saskatchewan v Kanadě. Rozkládá se na břehu řeky Moose Jaw na transkanadské dálnici ve vzdálenosti 77 km západně od Reginy. V roce 2011 ve městě žilo 33 274 obyvatel.

## Dějiny
Oblast byla využívána kmeny Kríů a Assiniboinů jako zimní tábořiště. Osidlování začalo v roce 1882 a status města obdrželo v roce 1903.